# Pampilhosa da Serra
Pampilhosa da Serra ist eine Vila (Kleinstadt) und ein Kreis (Concelho) in Portugal mit 1303 Einwohnern (Stand 19. April 2021).

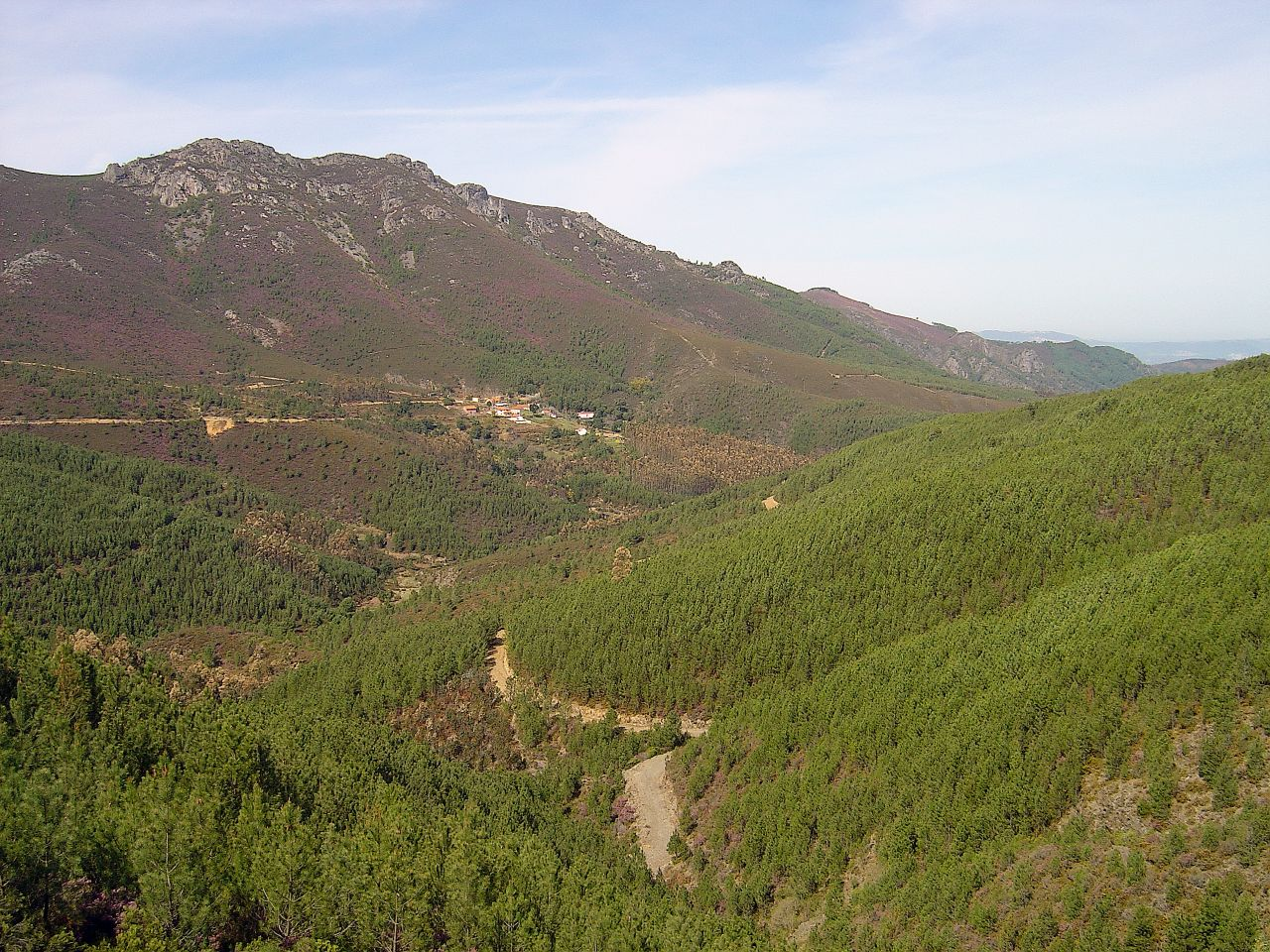
Landschaft im Kreis Pampilhosa da Serra

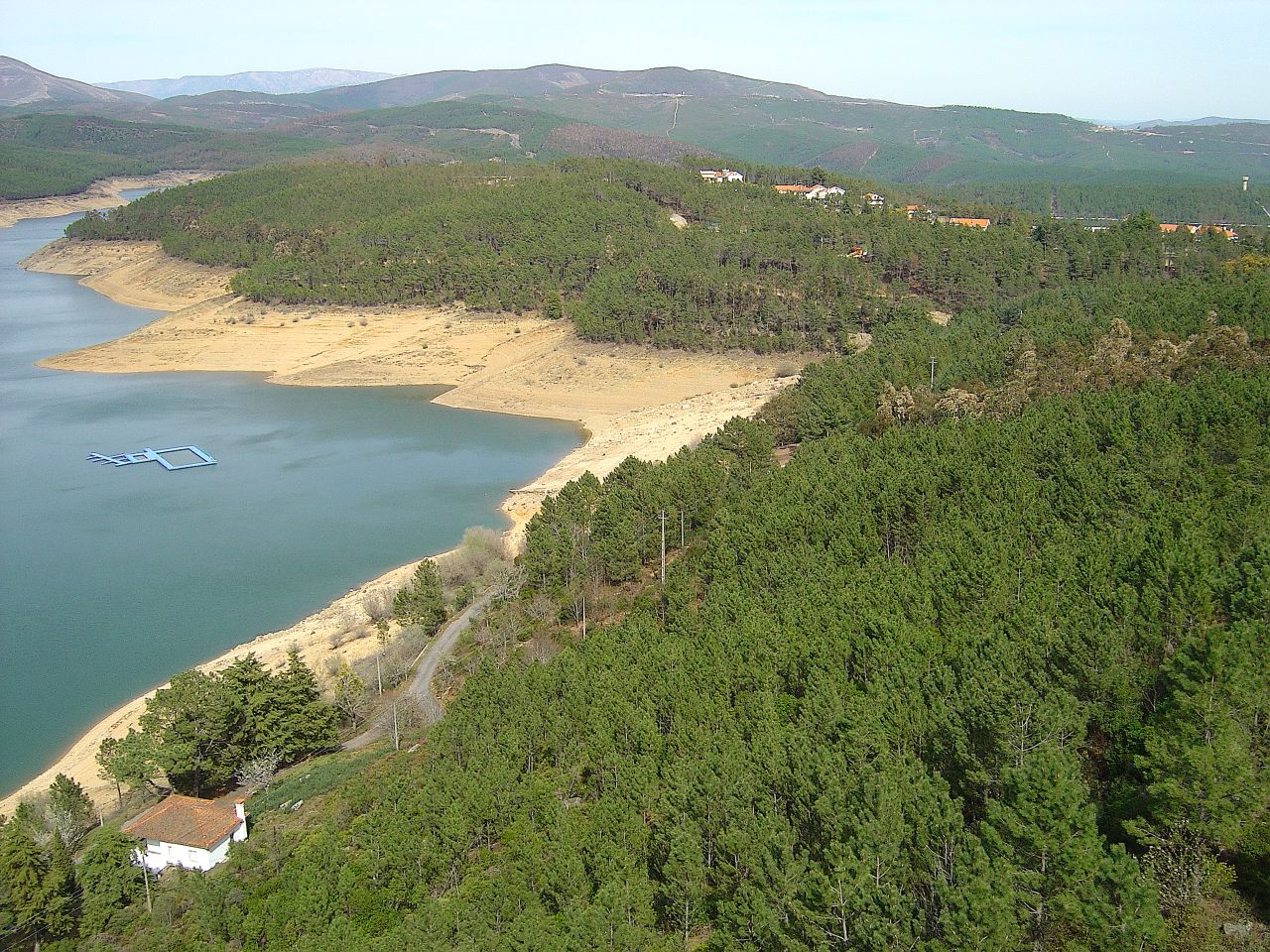
Am Stausee Barragem Santa Luzia

## Geschichte
Erste Spuren einer Besiedlung durch den Menschen finden sich hier aus Ende des zweiten, Anfang des ersten Jahrtausend vor Christus. Der heutige Ort wurde erstmals im Jahr 1241 n. Chr. erwähnt. Im Jahr 1308 erhob König D.Dinis den Ort zur Vila und gab ihm Stadtrechte (Foral). Den Status musste der Ort gegen seinen Widerstand mehrmals abgeben und wurde in der Folge mehrmals Covilhã angegliedert, bis er 1399 durch König D.João I. endgültig zur eigenständigen Vila erklärt wurde.
1513 erneuerte König Manuel I. die Stadtrechte.

## Verwaltung

### Kreis
Pampilhosa da Serra ist Verwaltungssitz eines gleichnamigen Kreises. Die Nachbarkreise sind (im Uhrzeigersinn im Norden beginnend): Arganil, Covilhã, Fundão, Oleiros, Sertã, Pedrógão Grande und Góis.
Mit der Gebietsreform im September 2013 wurden die vier Gemeinden Fajão, Vidual, Portela do Fojo und Machio zu zwei neuen Gemeinden zusammengefasst, sodass sich die Zahl der Gemeinden von zuvor zehn auf acht verringerte.
Die folgenden Gemeinden (freguesias) liegen im Kreis Pampilhosa da Serra: 

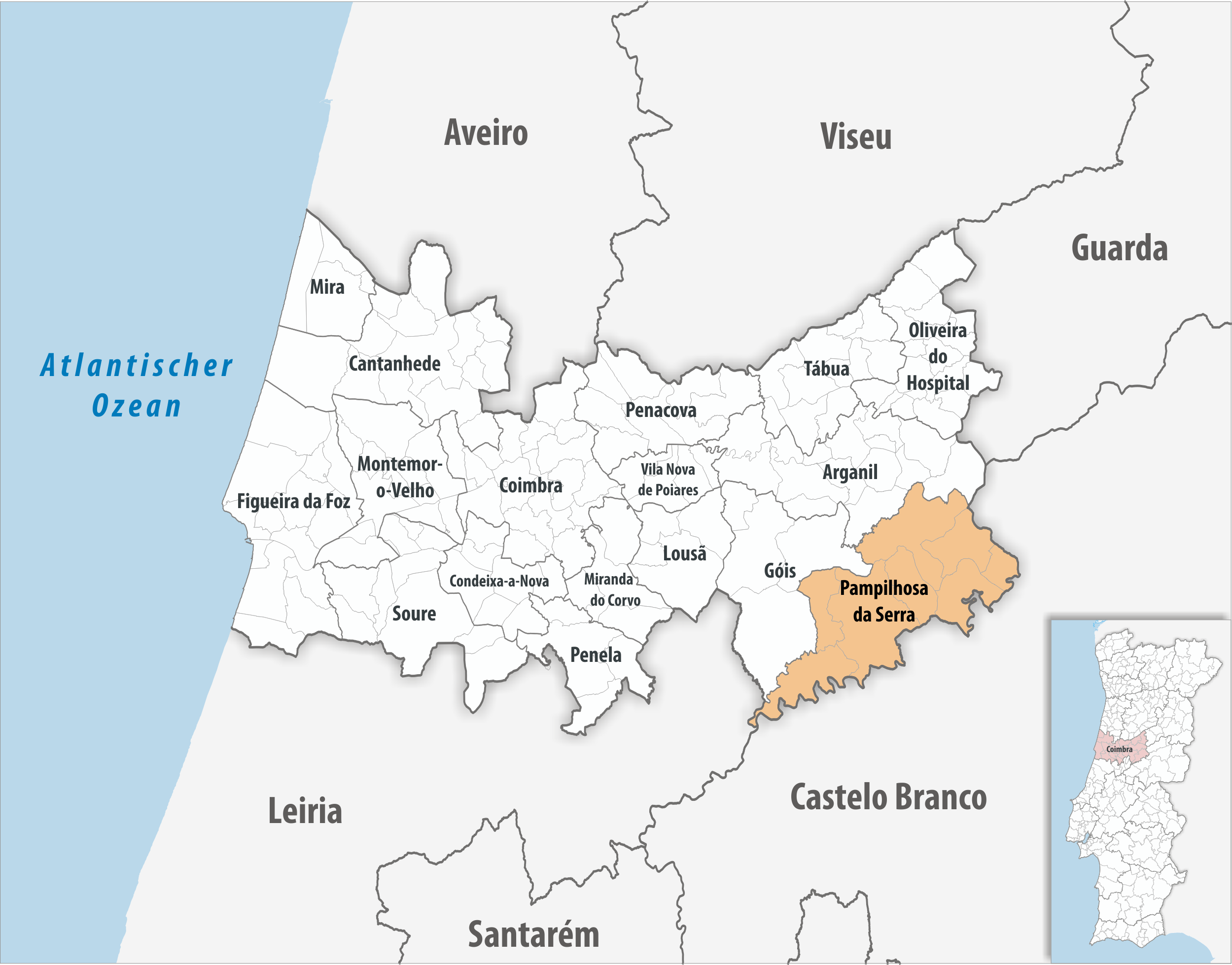
Kreis Pampilhosa da Serra

| Gemeinde                  | Einwohner (2021) | Fläche km² | Dichte Einw./km² | LAU- Code |
| ------------------------- | ---------------- | ---------- | ---------------- | --------- |
| Cabril                    | 244              | 35,20      | 7                | 061201    |
| Dornelas do Zêzere        | 667              | 16,44      | 41               | 061202    |
| Fajão — Vidual            | 275              | 79,59      | 3                | 061211    |
| Janeiro de Baixo          | 533              | 40,70      | 13               | 061204    |
| Pampilhosa da Serra       | 1.303            | 100,18     | 13               | 061206    |
| Pessegueiro               | 187              | 32,00      | 6                | 061207    |
| Portela do Fojo — Machio  | 452              | 52,80      | 9                | 061212    |
| Unhais-o-Velho            | 421              | 39,57      | 11               | 061209    |
| Kreis Pampilhosa da Serra | 4.082            | 396,48     | 10               | 0612      |

### Bevölkerungsentwicklung
| Einwohnerzahl im Kreis Pampilhosa da Serra (1801–2011) | Einwohnerzahl im Kreis Pampilhosa da Serra (1801–2011) | Einwohnerzahl im Kreis Pampilhosa da Serra (1801–2011) | Einwohnerzahl im Kreis Pampilhosa da Serra (1801–2011) | Einwohnerzahl im Kreis Pampilhosa da Serra (1801–2011) | Einwohnerzahl im Kreis Pampilhosa da Serra (1801–2011) | Einwohnerzahl im Kreis Pampilhosa da Serra (1801–2011) | Einwohnerzahl im Kreis Pampilhosa da Serra (1801–2011) | Einwohnerzahl im Kreis Pampilhosa da Serra (1801–2011) | Einwohnerzahl im Kreis Pampilhosa da Serra (1801–2011) |
| ------------------------------------------------------ | ------------------------------------------------------ | ------------------------------------------------------ | ------------------------------------------------------ | ------------------------------------------------------ | ------------------------------------------------------ | ------------------------------------------------------ | ------------------------------------------------------ | ------------------------------------------------------ | ------------------------------------------------------ |
| 1801                                                   | 1849                                                   | 1900                                                   | 1930                                                   | 1960                                                   | 1981                                                   | 1991                                                   | 2001                                                   | 2011                                                   |                                                        |
| 3.260                                                  | 4.163                                                  | 12.426                                                 | 13.459                                                 | 13.372                                                 | 7.493                                                  | 5.797                                                  | 5.220                                                  | 4.487                                                  |                                                        |

### Kommunaler Feiertag
- 10. April

## Kultur, Sport und Sehenswürdigkeiten
Im Kreis liegen zwei der traditionellen Schiefer-Dörfer, den Aldeias do Xisto. Thematisch geordnete, sowohl lokale wie regionale Wanderwege führen durch den Kreis.
Im ganzen Kreis wird naturnaher Turismo rural angeboten, und auch der Jagdtourismus ist von Bedeutung, insbesondere durch die Agentur Serracaça - Sociedade Cinegética e Turística de Pampilhosa da Serra, Lda in Fajão.
In Pampilhosa da Serra ist ein Mountainbike-Zentrum eingerichtet, das Centro BTT. Es bietet Bademöglichkeiten, besondere Räumlichkeiten und Serviceangebote, und ist Ausgangspunkt für verschieden angelegte Radwanderwege mit 122 km Länge.
Der Stausee Barragem Santa Luzia bietet vielfältige Bade- und Wassersportmöglichkeiten. Auch Vogelbeobachtung ist hier möglich.
Der Fußballverein Grupo Desportivo Pampilhosense, der Wassersportverein Clube Náutico, und der Jagd- und Angelverein Associação do Clube de Caça e Pesca MBL sind die wichtigsten Sportvereine im Kreis.
Im Kreis sind 20 denkmalgeschützte Bauwerke zu sehen, vor allem Sakralbauten, insbesondere die Gemeindekirche Igreja Paroquial da Pampilhosa da Serra (auch Igreja de Nossa Senhora do Pranto) mit einem Altarretabel aus dem 16. Jahrhundert.

## Söhne und Töchter der Stadt
- Fernando Brito (* 1957), Maler
- António Fernandes (* 1962), Schachspieler
- Tony Carreira (* 1963), portugiesischer Sänger (aus Armadoura in der Gemeinde Cabril)